# Celaena dolia
Celaena dolia là một loài bướm đêm trong họ Noctuidae.